# Mountain View, California
Mountain View là một thành phố thuộc quận Santa Clara, tiểu bang California, Hoa Kỳ. Tên thành phố được đặt là "Mountain View" (quan sát từ trên núi) bởi từ trên dãy Santa Cruz có thể quan sát được toàn cảnh thành phố. Theo điều tra dân số năm 2017, toàn thành phố có tổng cộng 81.438 người.
Các thành phố kết nghĩa của Mountain View có Iwata, Nhật Bản và Hasselt, Bỉ.

## Địa lý
Mountain View nằm ở tọa độ địa lý 37°25′19″B 122°5′4″T / 37,42194°B 122,08444°T (37.42223, −122.08429).1
Theo Cục thống kê dân số Hoa Kỳ, diện tích tổng cộng của thành phố là 31.7 km², trong đó có 31.2 km² là diện tích đất và 0.4 km² (chiếm 1.39%) là mặt nước.
Mountain View nằm ở phía cực bắc của đường quốc lộ 85, tại đây nó gặp quốc lộ 101. Tuyến đường lịch sử El Camino Real cũng chạy cắt qua Mountain View. Phía tây bắc thành phố được bao bọc bởi thành phố Palo Alto, phía tây nam là Los Altos, phía đông nam bởi Sunnyvale, và phía đông bắc bởi vịnh San Francisco.

## Nhân khẩu
Theo điều tra dân số2 của năm 2000, trong thành phố có 70.708 người dân, 31.242 hộ, và 15.902 gia đình cư trú. Mật độ dân số là 2,263.7/km². Có tổng cộng 32.432 căn nhà với mật độ đạt 1.038,3 căn/km². Tỷ lệ dân số theo chủng tộc của thành phố là 63.77% người da trắng, 2.53% người Mỹ gốc Phi, 0.39% người Mỹ bản xứ, 20.67% người châu Á, 0.26% người từ các đảo Thái Bình Dương, 8.32% thuộc các chủng tộc khác, và 4.07% thuộc hai hay nhiều hơn các chủng tộc. Người gốc Tây Bồ hay Latin tr[[{Thu ha 1988 {}}]]ong mọi chủng tộc chiếm 18.26% dân số.
Trong tổng cộng 31.242 hộ thì có 23,3% số hộ có trẻ em dưới 18 tuổi sống cùng, 40,0% là các cặp vợ chồng sống cùng nhau, 7,3% có chủ hộ là phụ nữ không có chồng, và 49,1% không phải là một gia đình. Có 35,6% các hộ là hộ độc thân và 7.0% có người già từ 65 tuổi trở lên sống độc thân. Số nhân khẩu trung bình trong một hộ là 2,25 còn trong một gia đình là 2.97.
Trong thành phố, tỷ lệ dân số được chia theo tuổi là 18,0% đối với người dưới 18 tuổi, 8,3% với người từ 18 đến 24 tuổi, 43,4% là từ 25 đến 44 tuổi, 19,8% là từ 45 đến 64 tuổi, và 10,5% là người từ 65 tuổi trở lên. Độ tuổi trung bình là 35. Cứ 100 nữ giới thì có tương ứng 106,8 nam giới. Và cứ 100 nữ giới từ 18 tuổi trở lên thì có tương ứng 106,9 nam giới.
Theo một đánh giá năm 2006, thu nhập bình quân của một hộ gia đình ở Mountain View là $80.599, còn thu nhập bình quân của một gia đình là $98.836. Lưu trữ ngày 5 tháng 1 năm 2009 tại Wayback Machine Nam giới có thu nhập bình quân đạt $64.585 trong khi đó nữ giới chỉ có thu nhập $44.358. Tổng cộng, thu nhập bình quân đầu người của thành phố là $39.693. Có khoảng 3,6% số gia đình tương ứng với 6,8% số dân sống dưới mức nghèo nàn, trong số đó có 7,2% số người ở dưới tuổi 18 và 5,9% có độ tuổi từ 65 trở lên.

## Các tập đoàn công nghệ
Mountain View là một trong những thành phố chính hợp thành thung lũng Silicon, và là địa điểm đặt đại bản doanh hoặc văn phòng đại diện lớn của nhiều tập đoàn tiếng tăm thuộc thung lũng Silicon, như:
- Trụ sở tập đoàn Actel
- AOL
- Trụ sở Cavium Networks
- Trụ sở Eye-Fi
- Fenwick & West LLP
- Trụ sở Google (còn gọi là Googleplex)
- Trụ sở Intuit
- Trụ sở Jajah
- Trụ sở LinkedIn
- Trụ sở Meebo
- Chi nhánh của Microsoft gồm Tellme/MSN/Hotmail/PowerPoint/Xbox/MSNTV/Mediaroom/MacBU divisions
- Trụ sở quỹ Mozilla/Tập đoàn Mozilla
- Nokia
- Omnicell
- Diamond Systems Corporation
- Pinnacle Systems
- Plastic Logic
- Polyvore Headquarters
- PortalSoft, Inc.
- Red Hat
- Soylent Communications
- Trụ sở Synopsys
- Symantec
- VeriSign
- Webroot Software
- Wipro
- WSO2
- FriendFeed

### Các trường học tư
- View Academy[liên kết hỏng][9-12]
- German International School of Silicon Valley - provides bilingual education for PreK-12
- Yew Chung International School of Silicon Valley - provides bilingual Mandarin and English education for PreK - 12
- The Girls' Middle School - an all-girls middle school (6-8) with specialization in technology and entrepreneurial education
- St. Joseph Elementary School - a Catholic elementary school (K-8)
- Saint Francis High School - a Catholic high school

### Các điểm thú vị khác
- Monta Loma Neighborhood Neighborhood Web Site
- Old Mountain View Neighborhood Neighborhood Web Site
- Shoreline West Neighborhood Lưu trữ ngày 25 tháng 3 năm 2016 tại Wayback Machine Neighborhood Web Site

Bản mẫu:Santa Clara County
Bản mẫu:San Jose and Silicon Valley attractions
Bản mẫu:SF Bay Area